# Battlefield 6
Battlefield 6 — будущая компьютерная игра в жанре шутера от первого лица, разрабатываемая Battlefield Studios и издаваемая Electronic Arts. Является тринадцатой основной и восемнадцатой частью серии Battlefield в целом, следующей после Battlefield 2042, вышедшей в 2021 году. Игра выйдет 10 октября 2025 года для Windows, PlayStation 5 и Xbox Series X/S.

## Маркетинг
3 февраля 2025 года компания Electronic Arts анонсировала инициативу Battlefield Labs — закрытое глобальное игровое тестирование следующей части серии Battlefield. В анонсе подтверждалось, что игра разрабатывается совместно четырьмя студиями под единым брендом Battlefield Studios: DICE, Ripple Effect Studios, Motive Studio и Criterion Games. В опубликованном видеоролике были показаны кадры игрового процесса из предварительной альфа-версии Battlefield 6, а также подтверждён сеттинг современной войны. К марту 2025 года участники тестирования слили в сеть ранние фрагменты игрового процесса из Battlefield Labs.
19 июля 2025 года название игры стало известно досрочно: компания Electronic Arts отправила инфлюэнсерам посылки с логотипом Battlefield 6. 21 июля Battlefield Studios объявила, что перед официальным релизом игры пройдёт открытое бета-тестирование.
22 июля 2025 года Battlefield 6 была официально представлена: компания Electronic Arts объявила дату премьеры трейлера, назначенную на 24 июля.
23 июля, за день до выхода трейлера, на страницах Battlefield в социальных сетях был опубликован тизер. В нём сообщалось, что ключевым элементом конфликта в игре станут НАТО и альянс Pax Armata, в состав которого входят бывшие страны — члены НАТО, включая Францию.

## Выпуск
Выпуск Battlefield 6 запланирован на 10 октября 2025 года для Windows, PlayStation 5 и Xbox Series X/S. Игра останется без русской локализации.